# Psilopogon faiostrictus
El barbudo orejiverde (Psilopogon faiostrictus) es una especie de ave piciforme de la familia Megalaimidae que vive en el sudeste asiático.

## Descripción
El barbudo orejiverde mide entre 24,5–27 cm de largo. Es un ave con el cuello y cola cortos y la cabeza proporcionalmente grande. El plumaje de su cabeza y pecho es blanquecino veteado en pardo verdoso, a excepción de una mancha verde clara sin veteado a la altura de las coberteras auriculares. El plumaje del resto de partes superiores es de color verde liso y su vientre es amarillento con vetas verdes. Su pico es gris oscuro y está rodeado de cerdas como en el resto de barbudos. Ambos sexos tienen un aspecto similar, al igual que los inmaduros. Esta especie se parece al barbudo listado, aunque es menor y se diferencia por la distintiva mancha verde lisa a la altura de los oídos, porque su pico es más oscuro, y su anillo periocular es negruzco en lugar de amarillo.
El canto territorial del macho consiste en un alto tuk-a-prruk. Además emiten llamadas del tipo pooouk.

## Distribución y hábitat
Se encuentra en Indochina y regiones próximas, distribuido por el sur de China, Camboya, Laos, Tailandia y Vietnam. Es una especie de las selvas y bosques de hoja ancha perenne y bosques mixtos hasta los 900 m de altitud. Suele anidad en los huecos de los árboles.